# 멕시코땃쥐
멕시코땃쥐(Megasorex gigas)는 땃쥐과에 속하는 포유류의 일종이다. 멕시코땃쥐속(Megasorex)의 유일종이다. 멕시코의 토착종이다.